# Mimi Christowa
Mimi Nikołowa Christowa (bułg. Мими Николова Христова; ur. 19 lipca 1993) – bułgarska zapaśniczka startująca w stylu wolnym. 
Dwukrotna olimpijka. Zajęła piętnaste miejsce w Rio de Janeiro 2016 w kategorii 58 kg i jedenaste w Tokio 2020 w kategorii 68 kg.
Brązowa medalistka mistrzostw świata w 2023; piąta w 2021 i 2022 roku. Złota medalistka zapaśniczych mistrzostw Europy w 2020 i 2023; srebrna w 2018; brązowa w 2014, 2016 i 2024. Piąta w Pucharze Świata w 2022, a także zajęła trzecie miejsce w zawodach indywidualnych w 2020. Wicemistrzyni igrzysk europejskich w 2019. Laureatka siódmego miejsca na igrzyskach europejskich w 2015. Druga na ME U-23 w 2015. Zapaśnicza Mistrzyni Europy juniorów w 2012 roku. 